# Väteekonomi

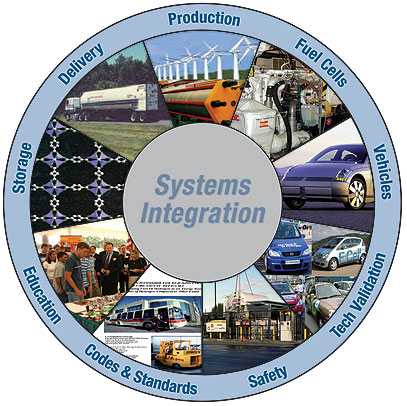
Element i väteekonomin

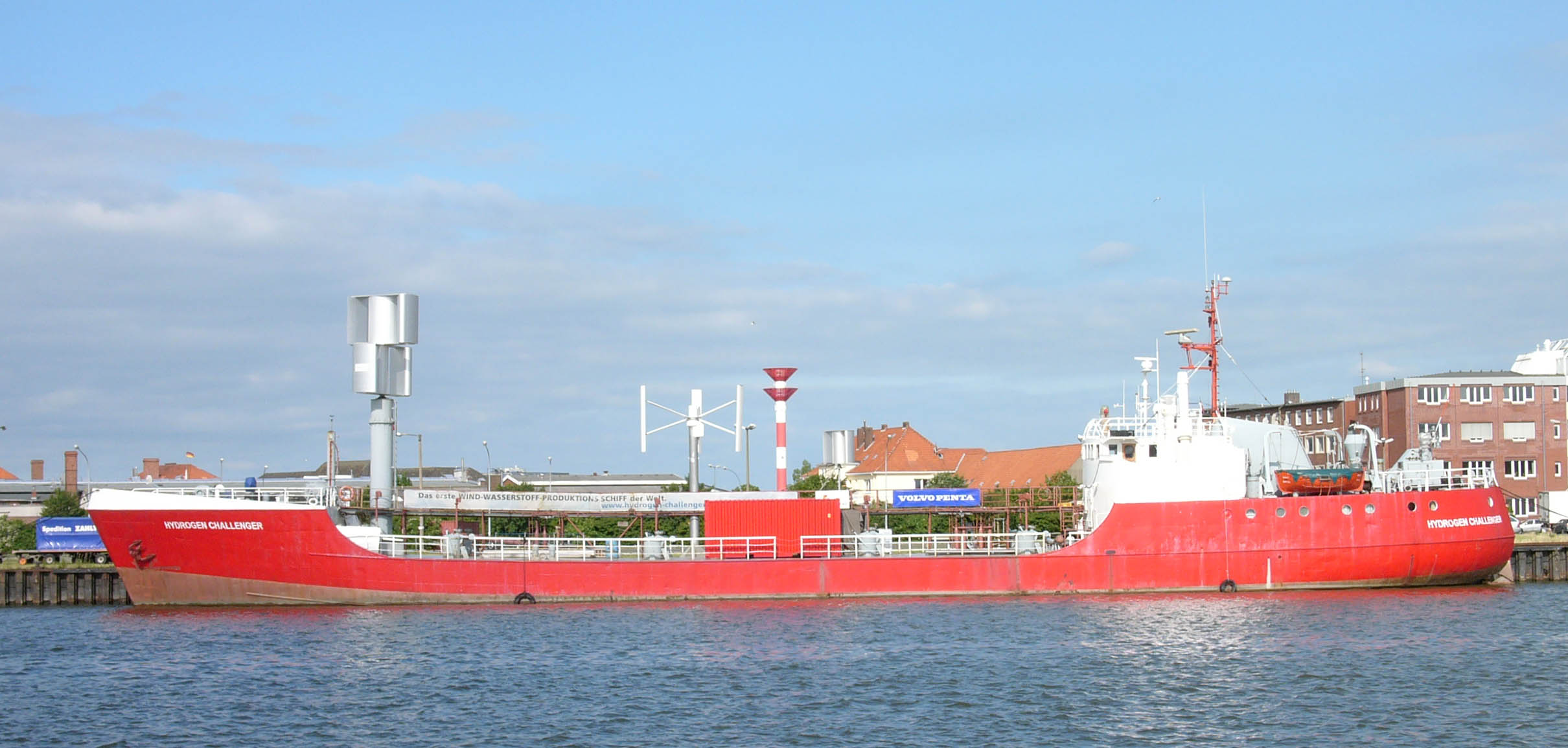
Ett fartyg, Hydrogen challenger, för elektrolys av vatten

Väteekonomi är ett föreslaget sätt att basera delar av samhällets energiförsörjning på väte som en lagringsbar, miljövänlig och hanterlig energibärare. Väte finns det gott om, men huvuddelen är på jorden bundet till vatten. Det måste i så fall frigöras med någon energikrävande metod , exempelvis genom elektrolys eller termisk spjälkning av vattnet. Vätet som framställts i denna process kan nu bära fram den energi, som behövs till transportmedel (bilar, båtar, flygplan), byggnader och bärbara elektronikprodukter genom att låta vätgas (H2) och syre åter reagera med varandra.
Om energin för att dela vattenmolekylerna tas fram från förnybara energikällor eller kärnkraft, och inte genom förbränning av fossila bränslen, skulle en väteekonomi minska utsläppen av koldioxid och den globala uppvärmningen. Länder utan olja, men med förnybara energikällor, skulle kunna använda en kombination av förnybar energi och väte istället för petroleumbaserade bränslen, som har blivit allt dyrare, för att uppnå självständighet inom energisektorn.

## Bakgrund
En väteekonomi föreslås kunna lösa några av de negativa effekter som fås vid användning av kolvätebaserade bränslen inom transportsektorn och andra tillämpningar för slutanvändare, där kolet släpps ut i atmosfären som koldioxid. Det nutida intresset för väteekonomin kan i viss mån spåras till en teknisk rapport från 1970 av Lawrence W. Jones vid University of Michigan.
I den nuvarande kolväteekonomin är transporter av människor och gods huvudsakligen beroende av petroleum, som raffineras till bensin och diesel, samt av naturgas. Emellertid förorsakar förbränningen av dessa kolvätebaserade bränslen utsläpp av växthusgaser och även andra utsläpp. Dessutom är tillgången av kolvätebaserade bränslen till sin natur begränsade, samtidigt som efterfrågan på kolvätebaserade bränslen ökar, speciellt i Kina, Indien och andra utvecklingsländer.
Väte har en hög energitäthet genom sin låga vikt. Bränslecellen är också mer tekniskt, men inte ekonomiskt, effektiv än en explosionsmotor. En förbränningsmotor som använder väte som bränsle sägs ha en verkningsgrad på cirka 38 % av bränslet, 8 procentenheter högre än en motor med bensin som drivmedel., medan bränslecellen är 2-3 gånger effektivare än en förbränningsmotor. Emellertid är kostnaden för bränsleceller hög, ungefär 5 500 dollar per kilowatt. Det är ett av de stora hindren som måste övervinnas innan de blir kommersiellt gångbara. Ett annat tekniskt hinder för användning av bränsleceller är tillgången på rent väte. Med nuvarande teknologi behöver en bränslecell väte med en renhetsgrad av 99.999 %. Å andra sidan är en övergång till vätedrivna motorer mer ekonomisk än en bränslecell.
Vätgasdrivna bränsleceller kan driva allt från bilar och båtar till mobiltelefoner och datorer. De kan också användas för elförsörjning och uppvärmning av hus. Bränslecellsbilar som finns på marknaden idag är t.ex.  Toyota Mirai och Hyundai iX35 Fuel Cell, och de flesta stora fordonstillverkarna utvecklar och provar bränsleceller.

## Framtida alternativ för vätgasframställning
Vätgas framställs idag främst genom ångreformering, vilket använder fossil metangas och mycket energi, och ger upphov till koldioxidutsläpp. Därför pågår forskning för att uppfinna nya, förnybara metoder för vätgasframställning. 

### Vätgasframställning med genmodifierade bakterier
I naturen framställer vissa bakterier vätgas med hjälp av enzymet hydrogenas. De organismer som använder hydrogenas är extremofiler, och är inte lämpliga för användning under normala förhållanden. Modellbakterien Escherichia coli har genmodifierats för att ha hydrogenas och producera vätgas under milda förhållanden. Det finns idag moderna metoder för att odla bakterier på stor skala och i framtiden skulle det kunna vara en möjlighet att odla vätgasframställande E. coli-bakterier.

### Vätgasframställning med molekylära katalysatorer
Enzymet hydrogenas använder sig av en kofaktor som utför den vätgasbildande reaktionen. Kemister har inspirerats av denna kofaktor för att bilda liknande konstgjorda molekylära katalysatorer för att framställa vätgas utan ett enzym eller en bakterie. Det finns många olika typer av vätgasframställande katalysatorer, baserade på vanligt förekommande metaller så som nickel, järn och kobolt, och baserade på sällsynta metaller så som rhenium och platina. Några av de mest välkända katalysatorerna för vätgasframställning är DuBois-katalysatorer, kobaloxim och hydrogenas-inspirerade katalysatorer.

### Alternativa elektrolyskatoder
Den vätgas som idag inte framställs genom ångreformering framställs främst med elektrolys, där platinaelektroder används. Platina är nödvändigt på storskalig nivå eftersom det krävs väldigt lite energi för att det ska utföra elektrolysreaktionen, jämfört med andra material. Platina är dock ett sällsynt grundämne, och därför krävs nya katodmaterial baserade på vanligt förekommande grundämnen som kan ersätta platina. Material av en stor bredd av grundämnen har utforskats, bland annat material och legeringar baserade på molybden, wolfram, kobolt och nickel.